# Тонкопластинчаста окремість

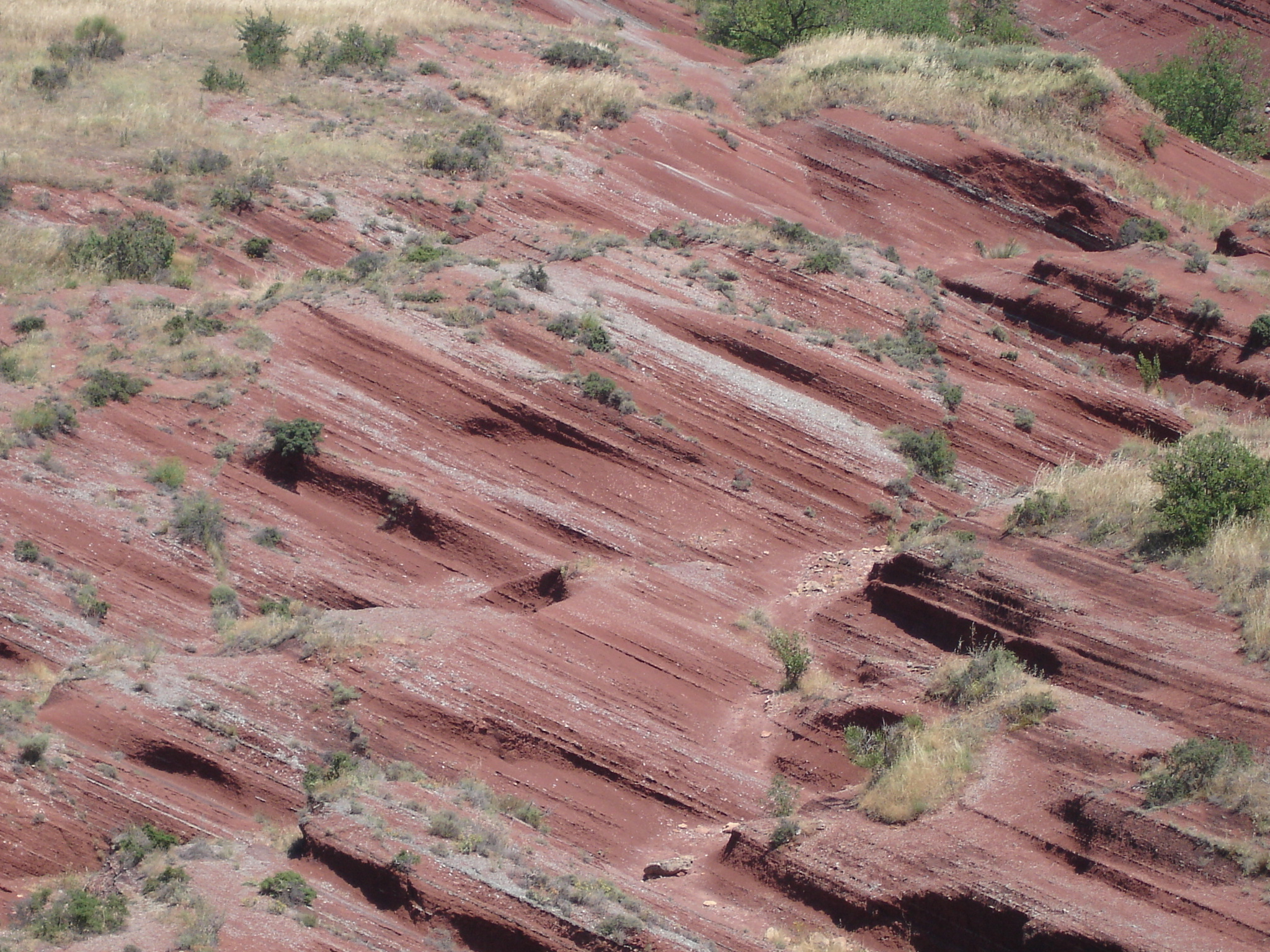
Тонкопластинчаста окремість - наслідок вивітрюванні тонкошаруватих аргілітів.

Окремість тонкопластинчаста (рос. отдельность тонкопластинчатая, англ. thin lamellar jointing; нім. dünnplattige Absonderung f) – окремість гірських порід, яка утворюється при розколюванні породи на тонкі плитки, обмежені рівними паралельними поверхнями. Часто спостерігається при вивітрюванні тонкошаруватих аргілітів.